# Los ejes de mi carreta
Los ejes de mi carreta es una canción en el género milonga musicalizada por el guitarrista y compositor argentino Atahualpa Yupanqui. El texto pertenece al uruguayo Romildo Risso. La canción se ha convertido en un clásico, interpretada por variados cantantes.
El poema de Romildo Risso musicalizado por Yupanqui es una forma de reflexión sobre el sentido de la vida, en que el cantante manifiesta que no le importa que las ruedas de la carreta en la que viaja estén chirriando, y no por eso deben pensar que es un haragán, ya que disfruta del sonido que lo saca del aburrimiento. Declara que no necesita silencio, porque no tiene en qué pensar, como lo hacía en tiempos pasados, porque perdió las motivaciones para hacerlo. Como admisión final, reconoce que aquel pasado no volverá.  Por otra parte, el mensaje es que cada uno es dueño de su elección de vida.